# Luis María Retolaza
Luis María Retolaza Ibargüengoitia (Bilbao, España, 27 de diciembre de 1924 - id., 22 de abril de 2007) fue un político de ideología nacionalista vasca. Miembro del Partido Nacionalista Vasco, ocupó cargos de dirección en dicho partido y fue el primer Consejero de Interior del Gobierno Vasco (1980-1988).

## Su labor durante la dictadura
Durante los años 40 sus convicciones patrióticas le llevan a compartir información sobre intereses nazis en Bilbao con servicios secretos ingleses y americanos. A los ingleses les informaba del tráfico de wolframio y pirita hacia Alemania, con Pio Lindegard como enlace, y a los americanos de los nombres de los nazis hospedados en los hoteles Carlton y Excelsior de Bilbao, con Anton Zugadi como enlace. A la edad de 21 años, también participa en la fundación del sindicato de estudiantes Eusko Ikasle Alkartasuna (EIA) y su publicación Askatasuna, junto con su buen amigo Iñaki Renteria, con quien se ve obligado a escapar a Francia en 1945, coincidiendo con una importante redada policial, en la que cayó buena parte del sindicato. Esta fuga no está exenta de vicisitudes, puesto que inicialmente los servicios americanos ofrecen su ayuda para la salida del país desde Gibraltar, a donde llegan a trasladarse, pero finalmente la red encargada del paso es descubierta y se ven obligados a volver hasta el Pirineo navarro siendo descubiertos por los carabineros fronterizos en plena travesía. Aprovechando un descuido de estos, escapan con ayuda de su contacto local. En un exilio que acabará durando cinco años, su primera actividad en Francia, es alistarse en la Brigada Vasca, integrada en el Batallón Gernika, participando así en la Segunda Guerra Mundial y combatiendo en favor de aliados. La acción más importante se desarrolla en Pointe-de-Grave en abril de 1945, si bien no llega a participar en ella por caer gravemente enfermo pocos días antes.
Desmovilizados en octubre de 1945, se traslada a París donde realizó estudios de Derecho en La Sorbona. En este periodo es en el que realmente toma contacto con la organización del PNV y comienza su vinculación más intensa con ella. Regresó en 1950 a Euskadi, siendo encarcelado por la dictadura en dos ocasiones (1951 y 1954), la segunda de las cuales se prorrogó durante seis meses.
A su salida de la cárcel no dejó de colaborar con la resistencia antifranquista. Su seudónimo "Roque" nunca fue de su agrado, pero muchos le conocieron por él. Bajo el liderazgo de Juan Ajuriaguerra, de quien muchos consideraban era su mano derecha, participó en la organización de la estructura clandestina del PNV, ocupando cargos en el BBB y en el EBB entre 1955 y 1976.
Colaboró activamente en la fundación del periódico Deia, medio del que fue primer presidente.

## Consejero de Interior del Gobierno Vasco (1980-1988)
Fue el primer Consejero de Interior del Gobierno Vasco, en la democracia, entre 1980 y 1988, con los primeros lehendakaris tras la aprobación del Estatuto de Autonomía, Carlos Garaikoetxea y José Antonio Ardanza. Su contribución más notable fue la de crear la Ertzaintza (policía vasca) en un tiempo record tras las difíciles negociaciones con los ministros de Interior de la época, Juan José Rosón y tras la victoria socialista en 1982, con José Barrionuevo. En un clima de gran tensión, poco favorable a la creación de un cuerpo policial propio tanto por parte de la izquierda abertzale como de la derecha española, tuvo la habilidad de hacerlo a sabiendas de que el tiempo corría en su contra, con un estado español en grave riesgo involucionista golpe de Estado 23-F. Para ello siempre destacó haber contado con una gran complicidad del Ministro Rosón, de UCD, con quien mantuvo una buena relación, por encima de las presiones que éste recibía de su entorno. En un principio diseñó este cuerpo policial conforme a un modelo mixto entre el británico de los 'bobbies' y el alemán, una policía que no tuviera rechazo, unánimemente reconocida y que, incluso, pudiera trabajar sin armas, pero la realidad conflictiva de Euskadi le demostró que ese modelo no era posible, asesinando ETA a varias personas relacionadas con su entorno como Carlos Díaz Arcocha, Genaro García de Andoáin y Joseba Goikoetxea.
En su mandato recabó la colaboración de expertos antiterroristas internacionales para realizar el "Informe Rose", en el que básicamente se consideraba la negociación como la única vía posible de resolución del conflicto vasco,[cita requerida]. En la liberación por parte de la Ertzaintza de Lucio Aguinagalde empresario secuestrado por ETA, perdió la vida uno de sus hombres de confianza, Genaro García de Andoáin. Fue expresamente señalado como uno de los objetivos de ETA y manifestó reconocerlo: "Siempre he estado en el punto de mira de ETA"
Su departamento tuvo competencias también en redes de comunicación, lo que le permitió poner los medios para facilitar la implantación de ETB2 y Radio Euskadi en sus inicios, llegando incluso a situaciones como la de impedir con ertzainas el acceso de la Guardia Civil dispuesta a cortar las emisiones en Durango, o la emisión en AM por encima de la prohibición expresa del Ministerio del Interior en Madrid. En su deseo de romper la dependencia absoluta de las comunicaciones con el monopolio de Telefónica, fue asimismo precursor de la red de fibra óptica, impulsando con la ayuda del Ente Vasco de la Energía el cableado de buena parte de la CAV con este material, que después ha tenido un gran desarrollo. Otra gran aportación fueron los centros de coordinación de emergencias SOS DEIAK, que requirieron grandes dosis de paciencia para incluir en ellos todos los servicios de asistencia ciudadana, con jefaturas y competencias repartidas en todos los estamentos públicos, habitualmente recelosos a la hora de ceder su mando.
También participó en la polémica de la construcción de la Autovía de Leitzaran[cita requerida] y fue uno de los impulsores del Pacto de Estella,[cita requerida] considerándolo una vía positiva que "no cuajó por culpa de ETA".
En la crisis interna del PNV, que llevaría al abandono del partido del lehendakari navarro Carlos Garaikoetxea, quien seguidamente crearía la escisión Eusko Alkartasuna, Retolaza mantuvo su fidelidad al Partido y se vio implicado en un escándalo de escuchas telefónicas a Garaikoetxea de las que saldría penalmente absuelto, condenándose a alguno de sus subordinados.
Tras dejar sus cargos de responsabilidad pública continuó trabajando para el PNV, siendo Presidente del Bizkai Buru Batzar (BBB) entre 1992 y 1996 y Miembro del EBB (máximo órgano del PNV) entre 1996 y 2000, año en el que abandonó la política. Su consideración de "histórico" dentro del partido hizo que sus opiniones y críticas tuviesen bastante eco interno.
Formó parte del "Colectivo Izadia" junto con Ramón Labayen, José Miguel Zabala o Javier Chalbaud, desde el que realizaba análisis sobre la situación política vasca y mundial, siempre desde la perspectiva de su profunda convicción soberanista.
Una de sus últimas apariciones públicas la realizó en octubre de 2006 en un acto de autoinculpación, a la entrada del Palacio de Justicia en Bilbao, junto a otros exdirigentes históricos del PNV como Xabier Arzalluz, Eli Galdos o Luis María Bandrés en protesta por el proceso judicial abierto contra el lehendakari Juan José Ibarretxe.
Falleció a los 82 años el 22 de abril de 2007, muy poco después de la muerte de Eli Galdos, uno de sus viceconsejeros y considerado su mano derecha en esa etapa. Su capilla ardiente fue instalada en la Academia de la Ertzaintza en su sede alavesa de Arcaute.